# Tempio Malatestiano

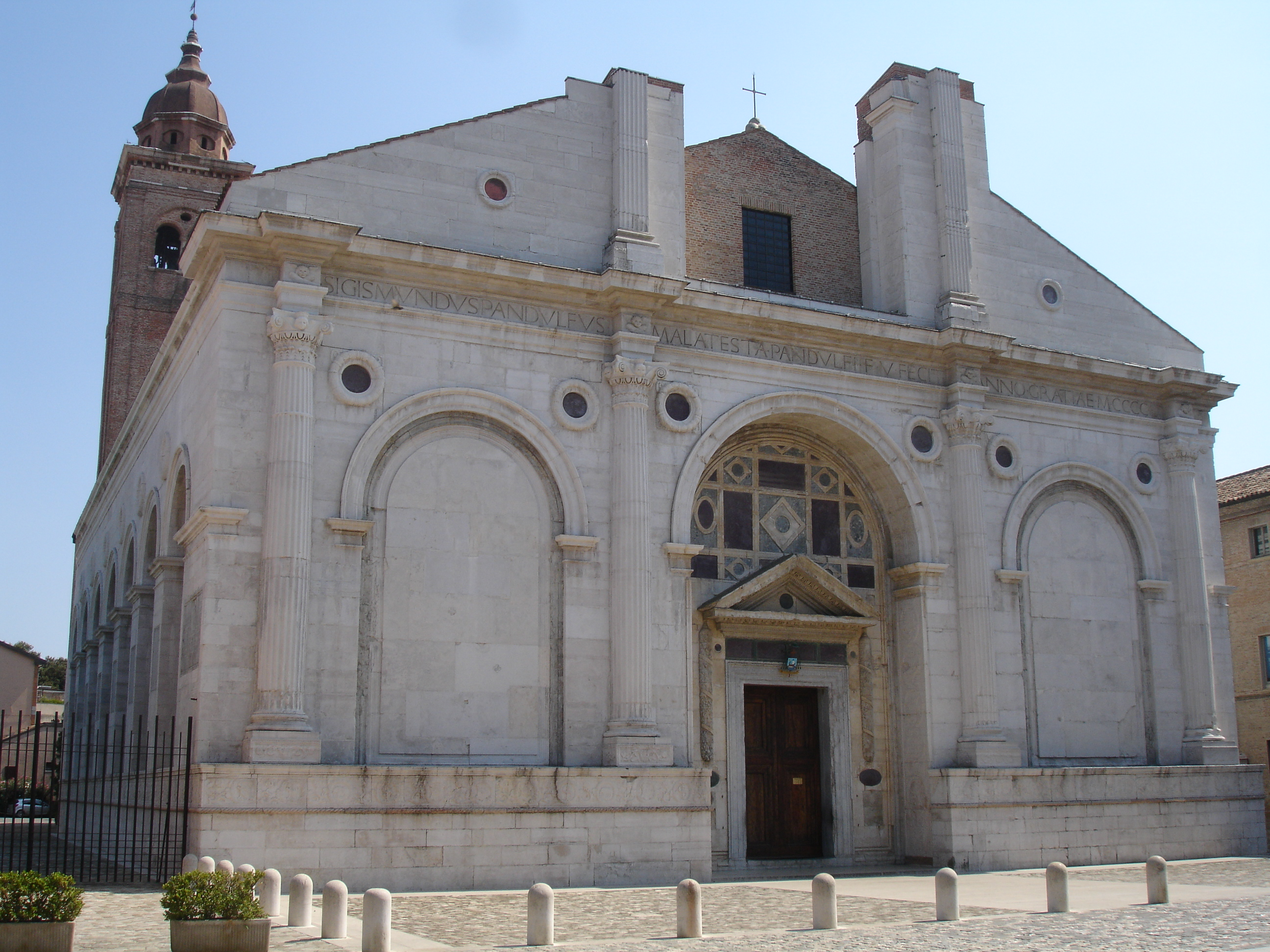
Fassade

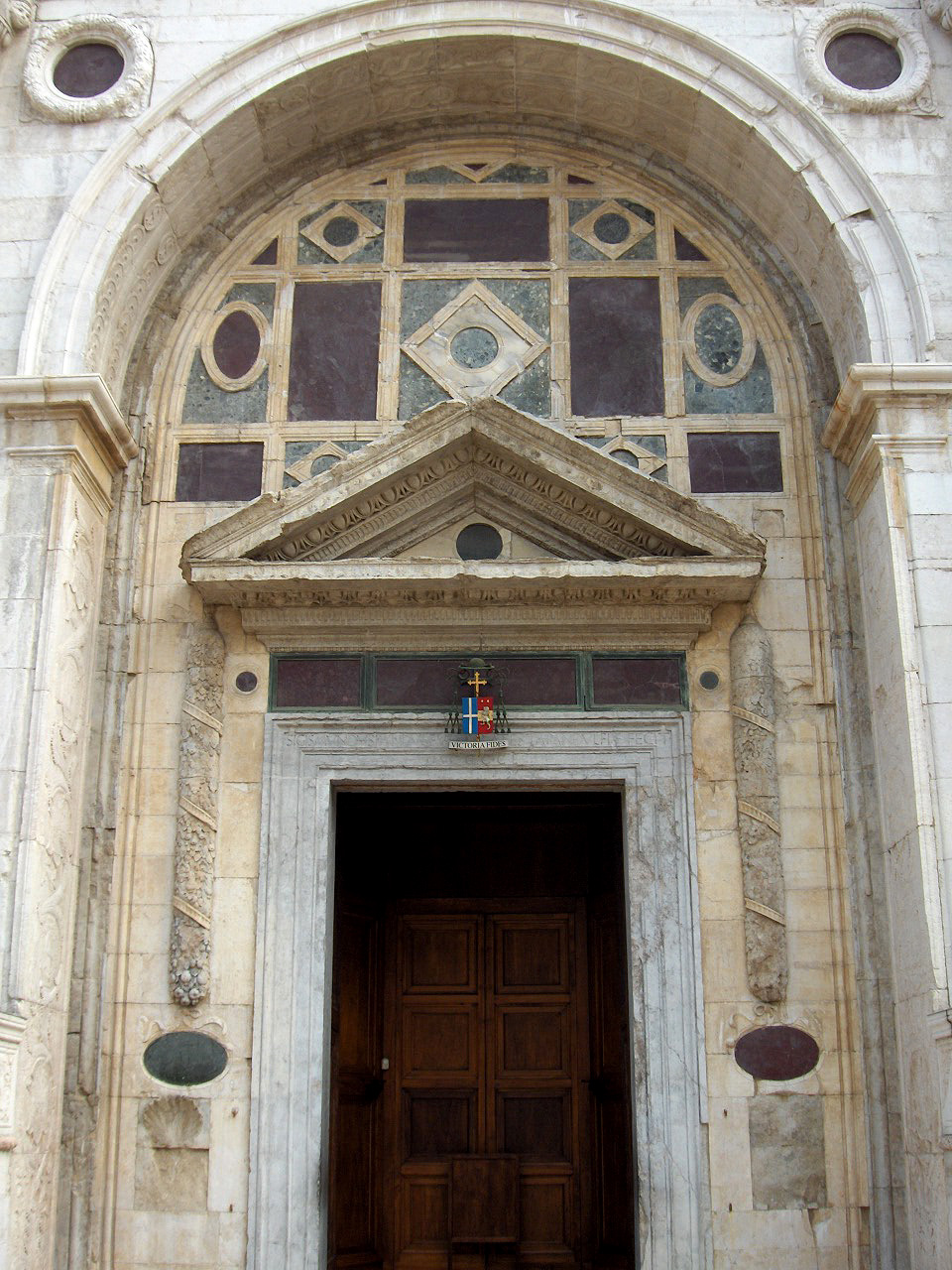
Portal des Malatesta-Tempels von Leon Battista Alberti

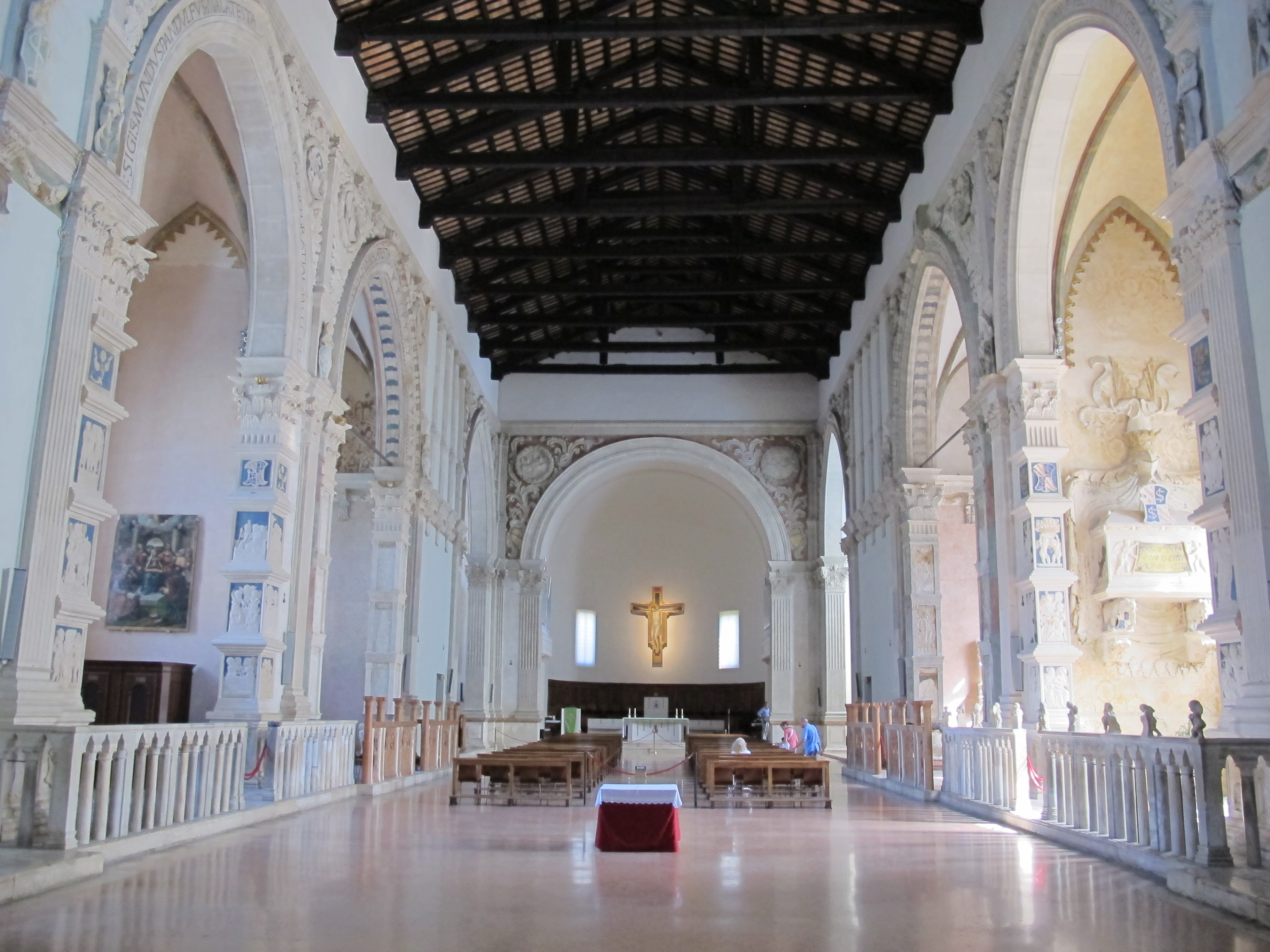
Innenansicht

Der Tempio Malatestiano („Malatesta-Tempel“) ist die Kathedralkirche des Bistums Rimini in der gleichnamigen italienischen Stadt. Offiziell war sie zunächst nach dem heiligen Franziskus benannt; sie trägt jedoch üblicherweise den Namen von Sigismondo Malatesta, der den berühmten Theoretiker und Architekten Leon Battista Alberti um das Jahr 1450 mit einem Neubau beauftragte, der von weiteren Renaissance-Künstlern wie Agostino di Duccio und Piero della Francesca ausgeschmückt wurde. Die Kirche erhielt im Jahr 2002 durch Papst Johannes Paul II. den Titel einer Basilica minor.

## Geschichte
San Francesco wurde ursprünglich im 13. Jahrhundert als gotische Kirche erbaut, die den Franziskanern gehörte. Diese Kirche hatte einen viereckigen Grundriss, ohne Seitenkapellen, war einschiffig und hatte drei Apsiden, deren mittlere wahrscheinlich Fresken von Giotto enthielt, dem auch das Kruzifix zugeschrieben wird, das sich jetzt in der zweiten Kapelle rechts befindet.
Malatesta beauftragte Alberti, das Gebäude umzugestalten und daraus eine Art persönliches Mausoleum für ihn und seine Mätresse und spätere dritte Frau Isotta degli Atti zu errichten. Alberti plante den Bau einer Kuppel, welche dem Pantheon in Rom ähneln und in ganz Italien die größte ihrer Art werden sollte, die jedoch nie gebaut wurde. Der obere Teil der Fassade blieb unvollendet, und in den zwei blinden Arkaden seitlich des Eingangs sollten die Sarkophage von Sigismondo Malatesta und Isotta platziert werden, die sich heute jedoch im Inneren befinden.
Der Kirchenbau blieb insgesamt unvollendet; die östlichen Teile wurden im 18. Jahrhundert ergänzt. Im Zweiten Weltkrieg wurde die Kirche durch Fliegerbomben schwer beschädigt und musste komplett restauriert werden.

## Innenraum
Das Innere der Kirche ist nur einschiffig und von einem offenen hölzernen Dachstuhl bedeckt. Die Seitenkapellen sind sowohl hinsichtlich ihrer Architektur als auch hinsichtlich ihrer Ausstattung reich bestückt. Der Marmor stammt aus den römischen Ruinen in Sant’Apollinare in Classe bei Ravenna und in Fano. Zur Ausstattung zählen, neben den Sarkophagen von Sigismondo und Isotta, eine Kreuzigungsszene von Giotto sowie ein Fresko von Piero della Francesca, welches Sigismondo kniend vor seinem Namenspatron zeigt. Einer der Sarkophage beherbergt die Gebeine des Philosophen Georgios Gemistos Plethon.